# Clément Ader
Clément Agnès Ader (Muret, 2 de abril de 1841 – Toulouse, 3 de maio de 1925) foi um engenheiro francês, precursor da aviação e inventor do termo avion (1890). Apesar de ser um assunto controverso, é atribuído a ele por alguns historiadores o voo da primeira máquina motorizada mais pesada que o ar em 1890. A controvérsia se dá por conta do desconhecimento da real capacidade de controle e estabilidade da máquina, que poderia ser praticamente incontrolável no ar.

## Biografia

### Anos de aprendizagem

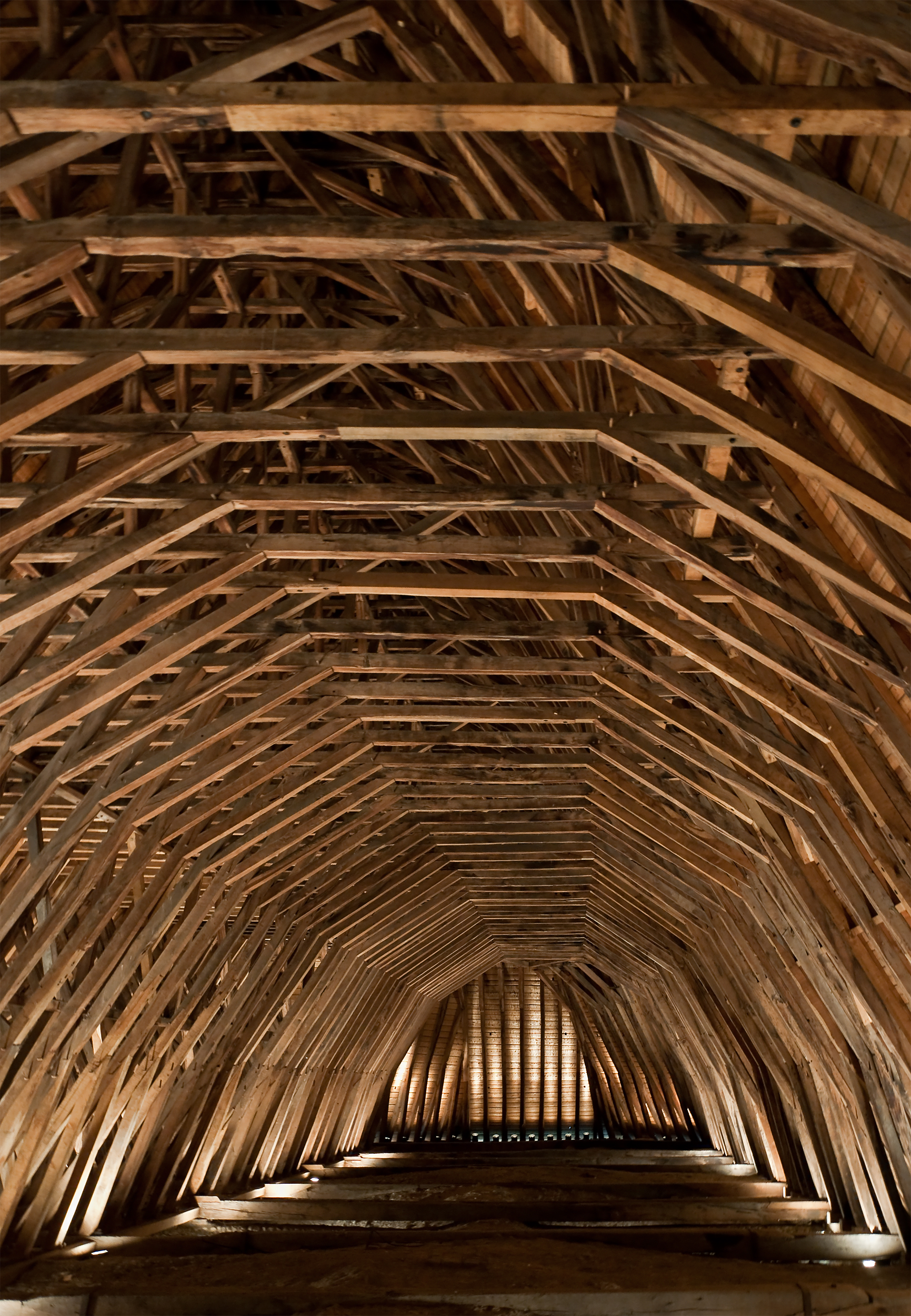
A carpintaria era a atividade da família.

Clément Ader era filho de François Ader (1812-1889) e sua segunda esposa, Antoinette Forthané (1816-1865). A família Ader esteve ligada ao ramo da carpintaria durante gerações. Seu avô materno, que serviu no exército de Napoleão, viveu com sua mulher num moinho, cujo mecanismo encantava o pequeno Clément, enquanto ele escutava as histórias das campanhas de seu avô. Essas histórias, com certeza, incentivaram o patriotismo naquela criança, característica que o acompanhou durante toda a vida.
O pai de Ader tinha grandes esperanças de que ele o sucedesse nos negócios da família no ramo da carpintaria. Mas acima de tudo, ele queria a felicidade do seu único filho. Assim sendo, quando o magistrado de Muret recomendou que Clément fosse enviado a Toulouse para o ensino secundário, ele concordou. O seu filho partiu em outubro de 1853, aos 12 anos, para o internato "l'institution Assiot".
Ele se graduou aos 15 anos, sendo considerado por seus professores "um estudante sério e dedicado, particularmente forte em matemática e desenho".
Em 1857, uma nova seção foi criada naquele instituto, uma escola industrial que concedia um diploma de engenheiro, equivalente ao de Arts et Métiers. Clément fez parte da primeira turma e se graduou em 1861. Acredita-se que ele fez a preparação para ingressar nas Grandes Ecoles, mas não há registro da sua participação no concurso. Depois de se graduar, ele começou a procurar uma ocupação estável.

### O velocípede

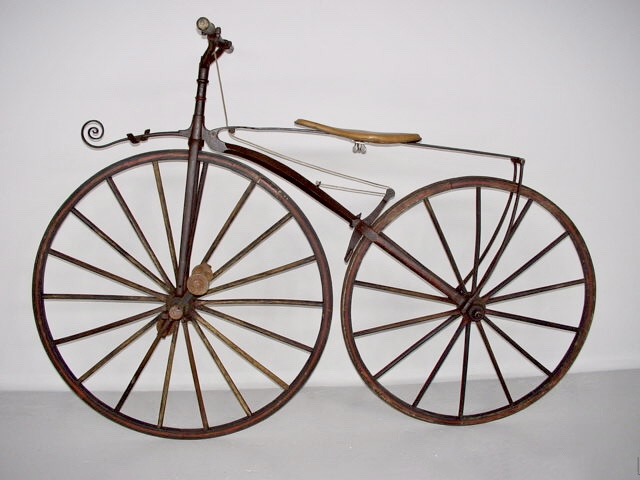
Um velocípede da época.

Durante a Exposição Universal de 1867, Clément teve contato com os velocípedes de Pierre Michaux, e imaginou substituir as rodas de ferro por rodas de borracha. Em 1868, ele entrou na atividade de fabricação de velocípedes com a denominação de "véloces caoutchouc" (algo como "velocípedes de borracha"). Outra inovação, é que ele usava um quadro tubular de seção quadrada, feita de metal, propiciando uma leveza desconhecida até então. A guerra franco-prussiana de 1870 encerrou essa atividade.

### O trilho sem fim
Em seguida começou a trabalhar na Compagnie des chemins de fer du Midi, e em 1875 criou uma máquina para assentar trilhos, que foi usada durante décadas.

### O telefone

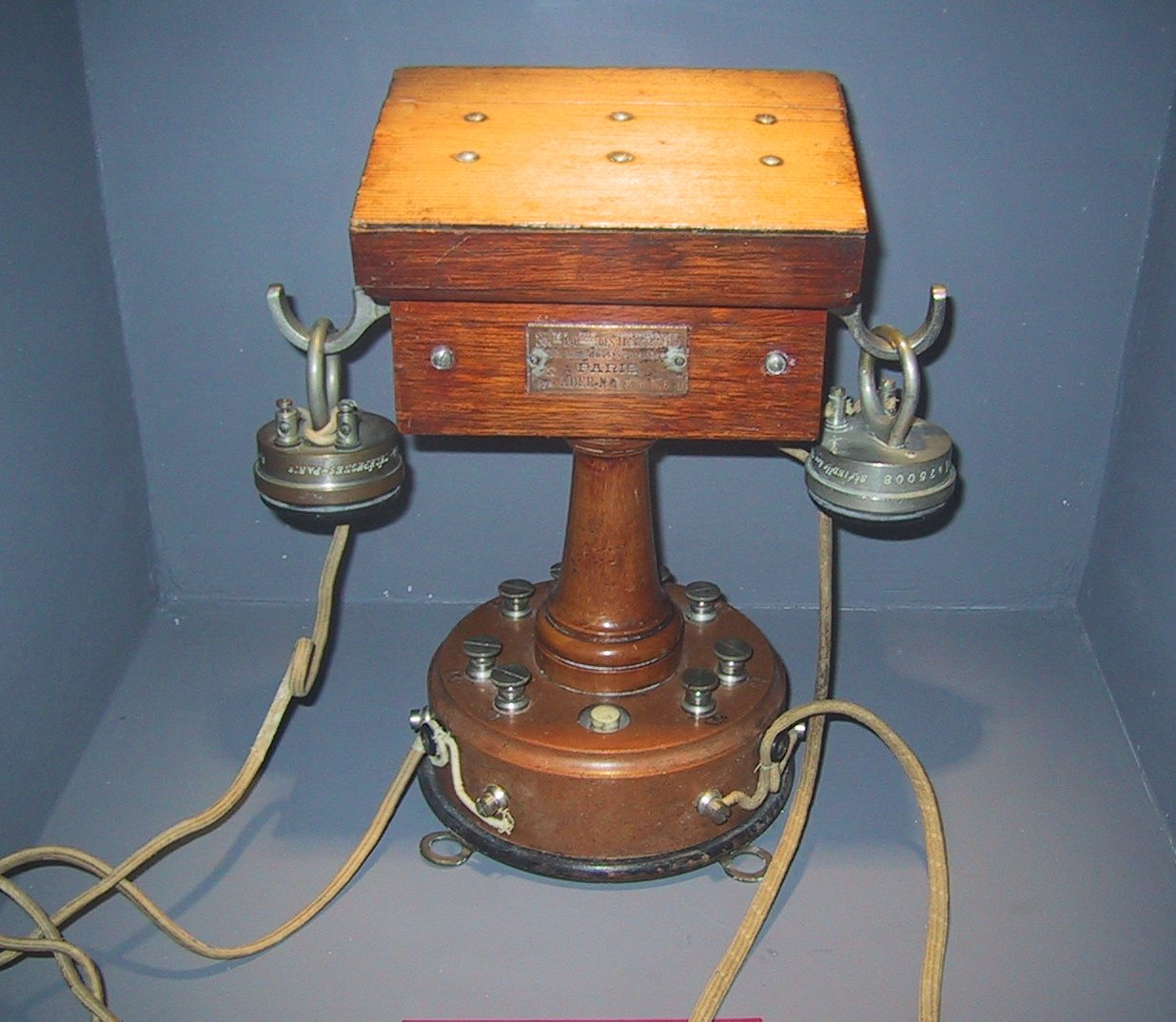
O telefone Ader, 1880.

Em Paris, Ader concluiu que precisaria de dinheiro para sustentar sua família recém formada e levar adiante as suas ideias de máquinas voadoras mais pesadas que o ar. Interessado no recém inventado telefone, ele passou a comercializar o sistema de Graham Bell em conjunto com o dispositivo de mão de Cyrille Duquet. Passou a ser representante da Bell na França e instalou os primeiros telefones de Paris em 1879. Depois disso, entre 1880 e 1881, ele criou o teatrófono, uma rede telefônica conectada à Ópera de Paris, que permitia ouvir a ópera estando em casa com dois canais separados permitindo o efeito estereofônico a uma distância de até 3 km. Em um curto período, ele acumulou uma grande fortuna, e multiplicou contatos influentes no governo. Ele viria a usar esses recursos para apresentar um projeto ao Ministère de la Guerre: o Éole.

### O motor a vapor ultra-leve

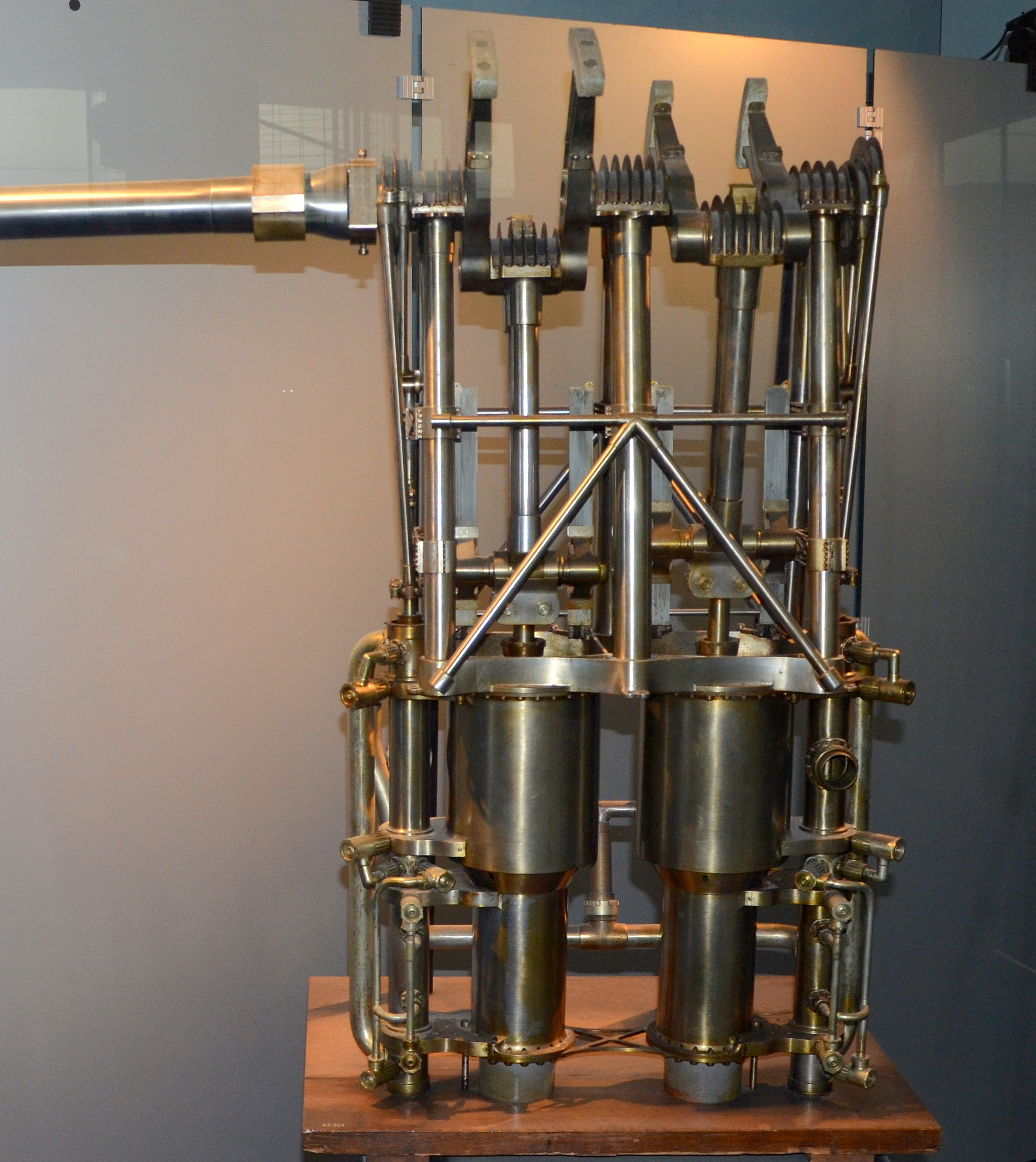
O motor a vapor, 1892.

Desenvolvido entre 1886 e 1890, o motor do Éole com 51 kg, produzia 20 hp, com uma relação peso/potência de 2,5 kg/hp. Para efeito de comparação, o motor usado pelos irmãos Wright, em 1903, produzia 12 hp, e pesava 75 kg, uma relação de 6,2 kg/hp. Essa proeza técnica, tornava possível o voo motorizado. Seguindo os testes com aeronaves, Ader propôs sua máquina a vapor para o capitão Renard, que estava trabalhando na propulsão de dirigíveis, e então ele começou a fabricar motores de combustão interna, incluindo os tipos V2 e V4.

### As hélices de Ader
As hélices do Avion III tinham quatro lâminas, com o formato de penas, compostas por hastes de bambu, recobertas com tela e papel da China.

## O "mais pesado que o ar"

### O início
Clément Ader dedicou boa parte de sua vida para a realização de um sonho de infância: fazer voar uma máquina mais pesada que o ar.
A pesquisa e o trabalho de Ader para atingir a meta que havia estabelecido, ou seja: pilotar um "mais pesado que o ar motorizado" eram caros. Felizmente, ele encontrou na pessoa de Isaac Pereire um patrocinador tanto generoso quanto inteligente. Durante a guerra de 1870, Ader foi contratado por ele como cientista e tenta, sem sucesso, fazer uma pipa capaz de transportar um homem.

### A sustentação
O voo dos pássaros e insetos sempre me preocupou... Eu havia estudado todos os tipos de asas de pássaros, morcegos e insetos dispostas em asas batendo ou asa fixa com hélice... eu descobri a importante curva universal de voo ou de sustentação.— Clément Ader
Em 1874, Ader construiu um planador com envergadura de 9 m, pesando 24 kg e capaz de receber um motor. Podem-se ver elementos desse projeto em algumas fotografias de seu amigo Nadar. Estudos realizados no Musée de l'Air et de l'Espace em Le Bourget demonstram que a máquina seria capaz de voar.
Baseado nos estudos sobre o voo dos pássaros de Louis Pierre Mouillard, construiu os primeiros aeroplanos com motor.

### Protótipos

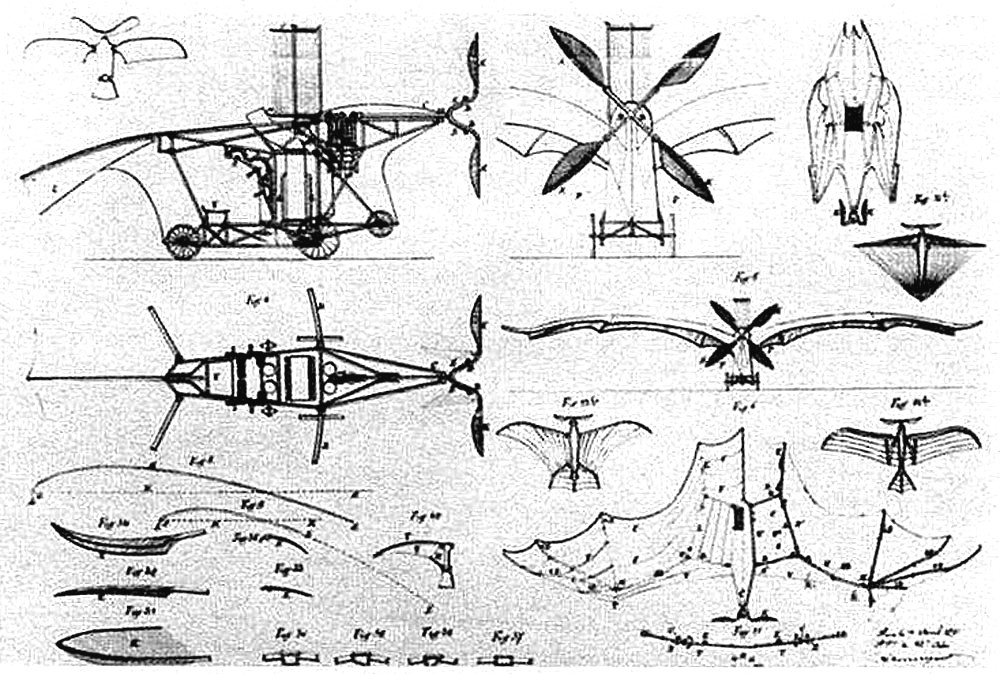
Desenhos da patente do Éole.

Depois de ter convencido o "Ministro da Guerra" a financiar o seu trabalho, Ader (com a ajuda de Ferdinand Morel, um engenheiro que fez os desenhos) começou a desenvolver protótipos cujas asas tinham inspiração naturalista, imitando a asa do morcego. Ader pensou que para o controle do voo, uma asa rígida inspirada nos pássaros seria mais eficaz. Ele percebeu que não devia tentar reproduzir o bater de asas dos pássaros, mas adotar o conceito de asa fixa como fez George Cayley antes.
Entre 1890 e 1897, ele construiu três protótipos: o Éole (Avion I), financiado por ele mesmo, o Zephyr (Avion II) e o Aquilon (Avion III) que seriam financiados por fundos públicos.
O seu primeiro protótipo, ao qual chamou avion, e que tinha o sobrenome de Éolo, rei dos ventos da mitologia, percorreu, no dia 9 de outubro de 1890, cerca de 50 metros a uma altura de 20 cm, 13 anos antes dos irmãos Wright. Em seguida, com o apoio do Estado-Maior francês, e do próprio ministro da Guerra, trabalhou no aperfeiçoamento do seu invento durante 7 anos, no mais completo segredo. Depois de pronto, o mesmo passaria a pertencer ao Estado.
Ader iniciou a construção do seu segundo protótipo, o Zephyr ou Éole II. A maioria das fontes acredita que o trabalho nesse modelo nunca foi concluído, e ele foi abandonado em favor do modelo seguinte. Mais tarde Ader reivindicou um voo no Avion II em agosto de 1892 por uma distância de 100 m em Satory perto de Paris, mas isso nunca foi muito aceito como fato.
Os progressos de Ader atraíram o interesse do ministro de guerra, Charles de Freycinet. Com o apoio do escritório de guerra francês, Ader desenvolveu e construiu o Avion III. Ele parecia um enorme morcego feito de linho e madeira, com 15 m de envergadura, equipado com duas hélices de quatro pás, cada uma acionada por um motor de 30 hp. Usando uma pista circular em Satory, Ader fez algumas tentativas de taxiar em 12 de outubro de 1897, e dois dias depois tentou um voo. Depois de uma corrida curta, ele foi pego por uma ventania, saiu da pista e parou. Depois disso, o exército francês retirou seu financiamento, mas manteve os resultados em segredo. Depois que os irmãos Wright fizeram seu voo, a comissão liberou um relato oficial em novembro de 1910, confirmando as tentativas de Ader, mas afirmando que elas não tiveram sucesso.

## A aviação militar

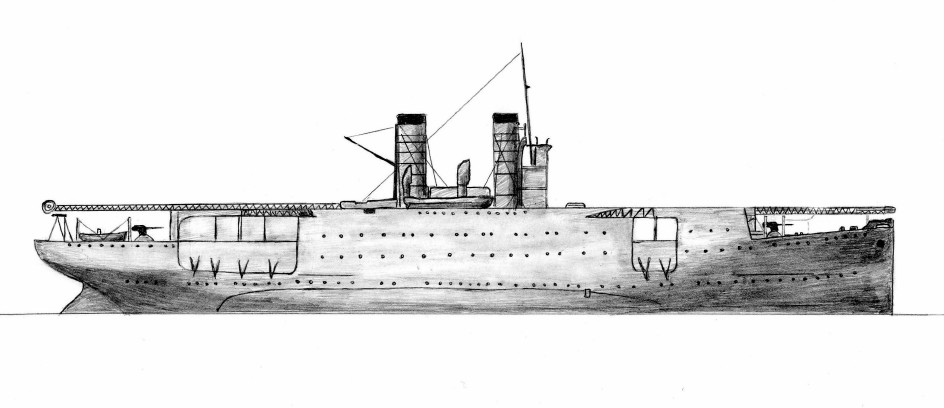
Concepção artística de
um porta-aviões.

Clément Ader permaneceu um ativo proponente do desenvolvimento da aviação. Em 1909 ele publicou o L'Aviation Militaire, um livro muito popular, que demandou 10 edições nos cinco anos que antecederam a Primeira Guerra Mundial. Ele se destacou por sua visão do teatro de guerra aérea e sua previsão do advento dos Porta-aviões, com um convés plano e uma superestrutura como torre, elevadores e um hangar no nível inferior. A sua ideia de Porta-aviões foi repassada ao US Naval Attaché em Paris e foi seguido pelos primeiros testes nos Estados Unidos em novembro de 1910.
Um navio com capacidade de carregar aviões é indispensável. Esse navios vão ser construídos de forma muito diferente dos atuais. Primeiramente, o convés vai ter todos os obstáculos retirados. Ele vai ser totalmente plano, tão largo quanto possível sem comprometer as linhas náuticas do casco, e vai se parecer com um aeroporto.— Clément Ader

## Legado
Ader ainda é admirado pelos seus esforços no início dos voos motorizados, e a sua aeronave deu à língua francesa a palavra avion para aeronaves mais pesadas que o ar. Em 1938, a França emitiu um selo postal em sua homenagem. A Airbus batizou uma de suas fábricas em Toulouse com o seu nome. Clément Ader tem sido chamado também de "pai da aviação".